# Loi pour un État au service d'une société de confiance
Lire en ligne

Sur Légifrance

La loi du 10 août 2018 pour un État au service d'une société de confiance (ESSOC) est une loi française visant à simplifier les relations de l'administration avec les usagers notamment via l'introduction d'un droit à l'erreur et d'un droit au contrôle des administrés.

## Origine de la loi

### Programme présidentiel d'Emmanuel Macron
Dans son programme pour l'élection présidentielle de 2017, le candidat Emmanuel Macron affirmait vouloir créer « un droit à l’erreur pour tous », afin que « Le cœur de la mission de l’administration ne [soit] plus la sanction mais le conseil et l’accompagnement, sauf en matière pénale, ou lorsque la sécurité est engagée ».

### Préparation et objectifs du projet de loi
Le projet de loi, porté par le ministre de l'action et des comptes publics M. Gérald Darmanin, a été présenté en conseil des ministres du 27 novembre 2017. Selon le communiqué du Gouvernement, « ce texte instaure le principe du droit à l’erreur et porte une série de dispositions concrètes s’inscrivant dans la démarche de transformation de l’action publique voulue par le Président de la République et le Premier ministre ». Il a été déposé à l'Assemblée Nationale pour examen le même jour.
Le projet de loi est structuré autour de deux titres : un titre Ier qui « pose les jalons de la relation de confiance entre le public et l'administration », articulé autour de trois axes (une administration qui accompagne, une administration qui s'engage, et une administration qui dialogue), et un titre II destiné à rendre l'action publique moderne, simple et efficace. Le projet de loi a vocation à traduire les objectifs de modernisation et de simplification de l'action publique souhaitée par l'exécutif.
Le projet de loi entend, par la consécration du droit à l'erreur et du droit à opposer les conclusions d'un contrôle, mieux répondre aux attentes des usagers et lutter contre leur défiance envers l'administration. En effet, selon une étude réalisée en janvier 2017 à la demande du secrétariat général pour la modernisation de l'action publique, et malgré une baisse globale du sentiment de complexité, 20 % des usagers jugent encore « assez compliquées » ou « très compliquées » les démarches à entreprendre auprès des services publics.

## Principales mesures de la loi

### La création d'un droit à régularisation en cas d'erreur, dit «droit à l'erreur»
La loi ESSOC reconnaît un droit à l'erreur au bénéfice de toute personne, en cas de méconnaissance involontaire d’une règle applicable à sa situation ou en cas d’erreur matérielle lors du renseignement de sa situation. En particulier, elle prévoit que lorsqu’une personne rectifie son erreur, de sa propre initiative ou après y avoir été invitée, elle ne peut pas faire l’objet d’une sanction administrative pécuniaire ou d’une privation de droit à prestation (sauf mauvaise foi ou fraude). Ce droit ne s'applique pas lorsque la santé publique, l'environnement ou la sécurité des biens est en cause, ou lorsque la sanction pécuniaire applicable est requise pour la mise en œuvre du droit de l'Union européenne.
L'objectif de cette mesure est de conduire les administrations, notamment les organismes sociaux, à réserver les sanctions pécuniaires ou le retrait des aides aux seuls cas avérés de fraude.

Site gouvernemental « Oups.gouv.fr » et son émoticône

M. Darmanin, ministre de l'action et des comptes publics, a annoncé le 2 mars 2019 la création sur chaque site web administratif d'un onglet « Oups », qui aura vocation à recenser les erreurs classiques commises par les usagers. En parallèle, il annonce la création d'un guichet unique, ouvert dans chaque administration, pour régulariser les dossiers et traiter les réclamations. Un site  gouvernemental oups.gouv.fr est lancé en juin 2019. Il recense une centaine d’erreurs les plus fréquentes déclinées en 17 rubriques, chacune consacrée à un événement particulier comme un mariage, la naissance d'un enfant ou un départ à la retraite. Ces erreurs considérées a priori comme commises involontairement ne sont pas sanctionnées par l'administration à condition qu'elles soient rectifiées.
Dans un rapport du 28 mars 2019, le Défenseur des droits dresse un premier bilan de la mise en œuvre du droit à l'erreur. S'il se félicite de l'avancée significative que constitue l'instauration du droit à l'erreur dans la loi pour les bénéficiaires de prestations sociales, il relève l'absence de diffusion d'instructions détaillées et la « primauté des impératifs budgétaires sur le principe de dignité de la personne humaine ».

### La création d'un droit au contrôle au profit des administrés
Ce même article crée également un droit au contrôle au profit des administrés, et la possibilité d'en opposer les conclusions expresses à l'administration, à l'instar de ce qui existe déjà en matière de rescrit fiscal. 
Cet article, qui s’applique sous réserve des obligations qui résultent d’une convention internationale et sans préjudice des obligations qui incombent à l’administré, permet à toute personne de demander à faire l’objet d’un contrôle prévu par la loi ou la réglementation en vigueur, sur des points précis d’un domaine s’appliquant à sa situation.
L’administré ne pourra pas, cependant, se prévaloir des conclusions expresses d’un contrôle qui deviendraient sans objet, soit parce qu’un changement de circonstances de fait ou de droit est intervenu postérieurement à ce contrôle, soit parce que l’administration a procédé à un nouveau contrôle donnant lieu à de nouvelles conclusions expresses. Ce droit ne s’applique pas en cas de mauvaise foi du demandeur, de demande abusive ou lorsque la demande a manifestement pour effet de compromettre le bon fonctionnement du service ou de mettre l'administration dans l'impossibilité matérielle de mener à bien son programme de contrôle.

### La régularisation des dossiers incomplets
L'article 4 de la loi ESSOC prévoit que l'absence d'une pièce au sein d'un dossier déposé par un usager en vue de l'attribution d'un droit ne peut conduire l'administration à suspendre l'instruction de ce dossier dans l'attente de la transmission de la pièce manquante. Aussi, le caractère incomplet d'un dossier n'est plus à l'origine du blocage de l'instruction de la demande par l'administration, sauf si la pièce manquante est indispensable.

### La publication des circulaires et des documents administratifs
La loi ESSOC a étendu l'obligation de publication des circulaires, applicable jusqu'alors aux seules circulaires ministérielles. En outre, toute personne peut désormais se prévaloir de l'interprétation d'une règle, même erronée, opérée par une circulaire régulièrement publiée et émanant des administrations de l'État.

### Le développement des certificats d'information
La loi ESSOC prévoit que tout usager peut obtenir, préalablement à l'exercice de certaines activités, une information sur l'existence et le contenu des règles régissant cette activité. Il appartient alors à l'administration de délivrer, dans un délai de cinq mois, un certificat d'information sur l'ensemble des règles qu'elle a mission d'appliquer.
Ce droit s'applique aux matières suivantes :
- L'exportation de biens à double usage ;
- L'enseignement de la conduite à titre onéreux et la sensibilisation à la sécurité routière ;
- L'exercice de la profession d'expert en automobile ;
- La dispense de la formation portant sur l'éducation et le comportement canins ;
- L'exercice de l'activité de représentant en douane enregistré ;
- L'exercice de l'activité de laboratoire agréé pour les prélèvements et analyses du contrôle sanitaire des eaux destinées à la consommation humaine ;
- La commercialisation de compléments alimentaires.

### Le recours à la transaction administrative
La loi ESSOC a entendu favoriser le recours à la transaction par les services administratifs, en tant que mode alternatif de résolution des litiges. Ainsi, afin de régler amiablement les conflits entre les usagers et l'administration, le principe du recours à la transaction et le montant envisagé de celle-ci peuvent être préalablement soumis à l'avis des comités ministériels de transaction, qui procède à l'examen de la contestation née ou à naître, s'assure du respect des normes applicables et se prononce sur la pertinence du projet qui lui est soumis.

### Autres dispositions
La loi a également introduit les mesures suivantes : 
- Interdiction pour les administrations de l'État des numéros téléphoniques surtaxés à compter du 1er janvier 2021 ;
- Expérimentation, pour une durée de quatre ans, de la mise en place d'un référent unique à même de traiter des demandes qui lui sont adressées pour l'ensemble des services concernés ;
- Limitation, à titre expérimental et pour une durée de quatre ans, de la durée cumulée des contrôles opérés dans les régions Hauts-de-France et Auvergne-Rhône-Alpes (durée maximale de neuf mois sur une période de trois ans) ;
- Instauration d'un médiateur au sein des organismes de sécurité sociale chargé de connaître des réclamations des usagers ;
- Expérimentation, pour une durée de dix-huit mois dans certains départements, de la dispense de production des justificatifs de domicile lors d'une demande de délivrance d'une carte nationale d'identité, d'un passeport ou d'un permis de conduire.